# Cypra delicatula
Cypra delicatula là một loài bướm đêm trong họ Geometridae.